# Gedeon Richter
Gedeon Richter Ltd. (венг. Richter Gedeon Nyrt.) — венгерская мультинациональная фармацевтическая и биотехнологическая компания, которая является крупнейшим производителем лекарств в Восточной и Центральной Европе и имеет свои представительства более чем в 40 странах. Основана в 1901 году фармацевтом Гедеоном Рихтером, играет ведущую роль в развитии венгерской медицины. Головной офис расположен в Будапеште.
Компания занимается продажей различных медицинских препаратов и разработкой новых медицинских проектов (преимущественно против заболеваний сердечно-сосудистой и центральной нервной системы, а также для женского здоровья). Имеет собственный листинг акций на Будапештской фондовой бирже и вторичный листинг на Euronext, рыночная капитализация составляет примерно 4 млрд долларов США (третья по объёму на Венгерской бирже).

## История
Фармацевт Гедеон Рихтер основал свою компанию в 1901 году, начав продавать лекарства в аптеке Arany Sas. Тогда же Рихтер занялся независимыми фармацевтическими исследованиями и разработкой новых медицинских препаратов, однако для массового промышленного производства требовались крупные инвестиции. Лаборатория, функционировавшая при аптеке, изначально занималась извлечением органов умерших животных и производством препаратов на их основе (метод органотерапии).
В 1907 году была построена фармацевтическая фабрика в будапештском районе Кёбанья, которая производила лекарства на основе трав, экстрактов растений и синтетические продукты. Известность компании стали приносить производимые на основе лецитинов лекарства, различные антисептики и обезболивающие (гиперол, калмопирин, тоноген). В 1953 году права на продажу венгерских лекарств Gedeon Richter выкупила бельгийская компания Janssen Pharmaceutica во главе с Константом Янссеном.

### Международное сотрудничество
В настоящее время продукция Gedeon Richter представлена в более 100 странах мира, компания имеет 9 производственных и исследовательских предприятий в мире, в том числе в Будапеште и Дороге (Венгрия), Егорьевске (Россия), Гродзиске (Польша), Тыргу-Муреш (Румыния) и др. В октябре 2010 года компанией были приобретены 100 % акций швейцарской фармацевтической компании Preglem на сумму в 445 миллионов швейцарских франков (€337 млн). Она сотрудничает в Индии с Themis Medicare и в Германии с Helm AG.
В 1949 году венгерские лекарства марки Gedeon Richter стали импортироваться в СССР. В 2004 году компания отметила 50-летний юбилей сотрудничества с Россией в области здравоохранения, а в 2006 году в газете «Фармацевтический вестник» была признана самой влиятельной иностранной компанией. Представительства компании есть в ряде российских городов — Москве, Санкт-Петербурге, Волгограде, Иркутске, Казани и др.. Компания в настоящее время является одним из акционеров (5 % акций) российской фармацевтической компании «Протек».

#### Gedeon Richter в России
Завод в Егорьевске стал первой иностранной производственной площадкой компании. Успех сотрудничества в этом направлении отмечался участниками межправительственной комиссии, а также президентом России Владимиром Путиным и премьер-министром Венгрии Виктором Орбаном.
С апреля 2016 года Gedeon Richter ежегодно проводит федеральный социальный проект «Неделя женского здоровья „Гедеон Рихтер“». Его цель — повысить осведомленность в вопросах женского здоровья и напомнить о необходимости регулярных визитов к специалисту для профилактики и диагностики заболеваний репродуктивной системы. Проект стал одним из самых заметных на фармацевтическом рынке и был отмечен рядом престижных российских и международных наград. 

## Галерея

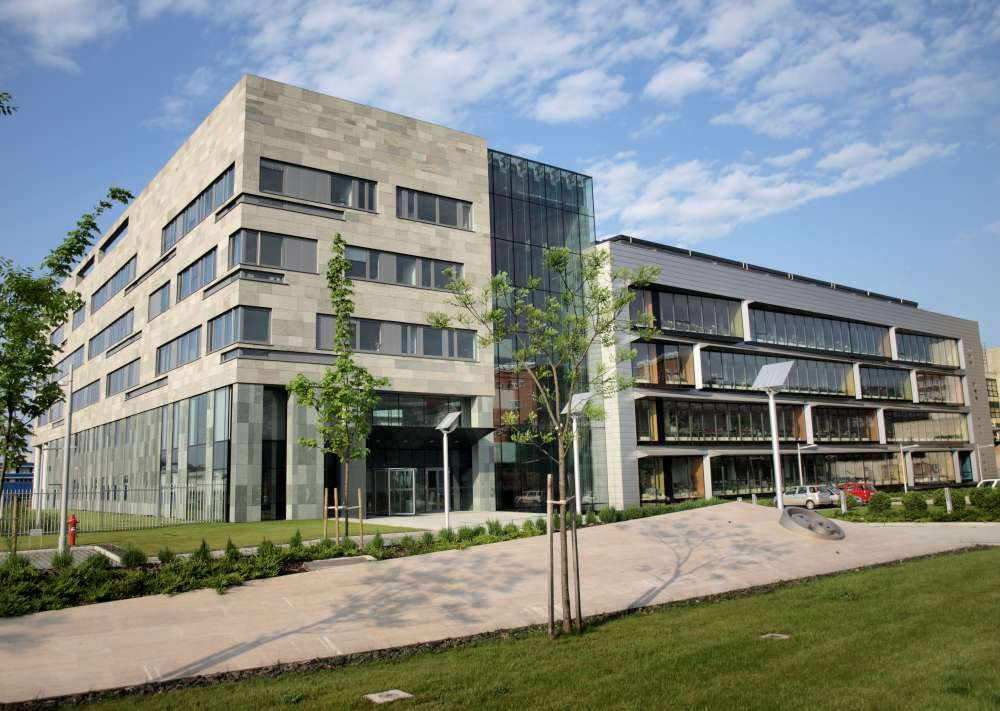
Научно-исследовательский центр Gedeon Richter в Будапеште
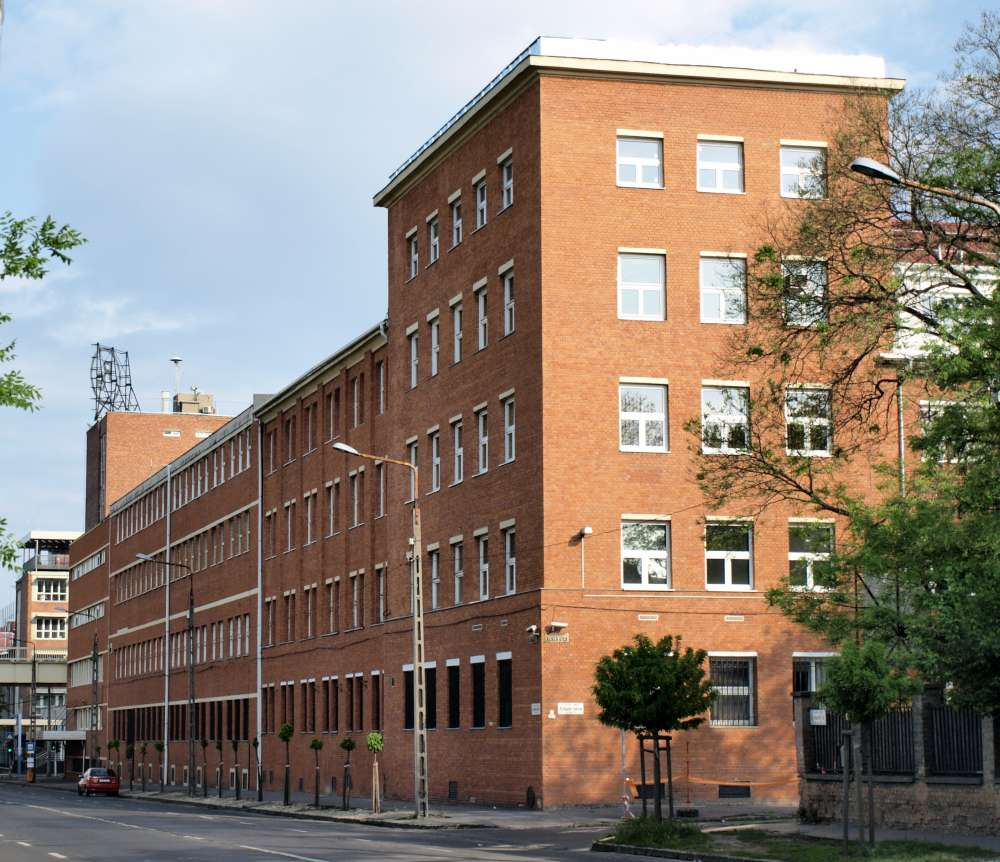
Головной офис компании в Будапеште
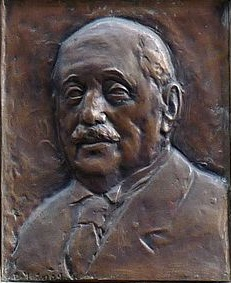
Мемориальная доска с изображением Гедеона Рихтера, основателя компании